# Le Don d'Adèle
Pour les articles homonymes, voir Don.
Le Don d’Adèle est la première pièce de théâtre écrite par Pierre Barillet et Jean-Pierre Grédy, et créée en 1949 à Nice. Elle a donné lieu à une adaptation cinématographique en 1951 et à une première diffusion télévisée le 16 octobre 1972 dans l'émission Au théâtre ce soir (deuxième chaîne de l'ORTF).

## Genèse

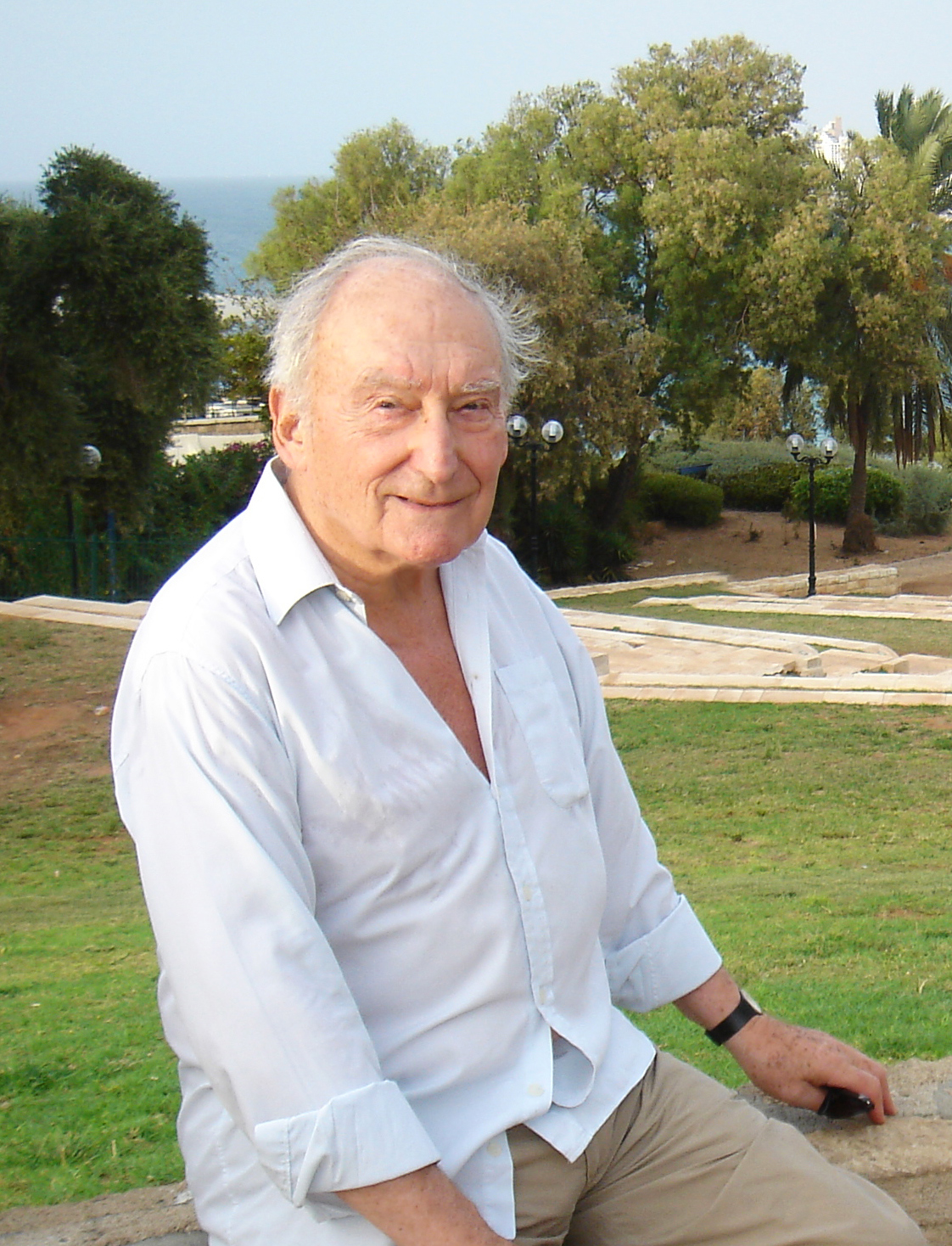
Pierre Barillet en 2013.

Pierre Barillet, comédie à la française (interview 2015)
Causeur : « Pierre Barillet : — Avec Jean-Pierre Grédy, mon camarade d'université, qui se destinait à la mise en scène de cinéma, pour nous divertir, nous avons écrit Le Don d'Adèle, en 1949. C'est à la vérité notre première pièce, mais nous ne pensions pas la faire représenter, et surtout pas Grédy, qui la jugeait indigne de ses ambitions. Quelques personnes, néanmoins, après avoir lu Adèle, nous encouragèrent, Jean Cocteau en particulier, qui me présenta Albert Willemetz. Celui-ci envisagea de monter la pièce aux Bouffes-Parisiens. Il songeait à Arletty, mais elle était un peu...mûre pour ce personnage de jeune pucelle. […] Notre Adèle fut finalement jouée à la Comédie-Wagram — une salle qui n'existe plus. […]
Patrick Mandon : — Elsa Triolet et Louis Aragon vous ont immédiatement encouragés. On ne les imaginait pas, surtout à cette époque, en amateur de théâtre « léger ».
Pierre Barillet : — À vrai dire, nous non plus ! Adèle est une employée de maison, dont la présence dans un foyer déclenche des épisodes de loufoquerie. Pour cette histoire, nous nous étions inspirés de ce que nous voyions autour de nous, en particulier des problèmes de domesticité que rencontraient nos mères respectives, bourgeoises parisiennes. Tout cela nous amusait. Et voilà qu'Elsa Triolet, critique aux Lettres françaises, journal lié au Parti communiste, assiste à une représentation, en compagnie d'Aragon. Ils nous convient à déjeuner, nous démontrent leur vif plaisir à ce spectacle, qu'ils voyaient comme un manifeste antibourgeois et, pour cette raison, déclarent qu'ils en diront partout les plus grandes éloges. Ni Grédy ni moi n'avons protesté, alors que nous n'avions nullement pensé à écrire une pièce politique. Nous nous sommes bien gardés de démentir, et de contrarier ainsi la bienveillance des Aragon. […]
Patrick Mandon : — Aux États-Unis, le duo Barillet et Grédy est associé  à un immense succès...
Pierre Barillet : — Cependant, cela ne s'est pas fait en un jour. Dans les années 1950, nous avions connu un échec avec Le Don d'Adèle, précisément, adaptée par Garson Kanin et sa femme, l'actrice Ruth Gordon, célèbre en France pour son rôle inquiétant dans Rosemary's Baby, de Roman Polanski, et pour avoir incarné Maude, dans Harold et Maude, de Hal Ashby. La pièce fut transformée en comédie musicale par Anita Loos, auteur de Les hommes préfèrent les blondes (en), sans plus de succès. Cet échec ne nous a pas dégoutés de l'Amérique. »

## Résumé
Comédie en quatre actes sans changement de décor.

### Décor
« Un salon discrètement cossu. À vrai dire, c'est également la salle à manger pour des raisons de chauffage.
Devant la cheminée, une salamandre.
À droite, au premier plan, la porte de la chambre des parents.
À gauche, la porte de la chambre de Solange.
Au fond, une porte-baie donne sur le vestibule.
Près du feu, le panier-niche en osier de la chienne.
Un téléphone.
L'action se passe de nos jours, à Paris, dans l'appartement des Veyron-Laffite. »

### Acte I
Régina, la bonne des Veyron-Laffite, a lâché ses patrons alors qu'ils attendent des invités pour le déjeuner, les époux Gachassin (dont Edmée Veyron-Laffite a fait récemment la connaissance en vacances à La Bourboule). Les Veyron-Laffite sont catastrophés, car, en plus, Régina est partie en emportant le dessert et le vin. Pour Edmée, ce repas est crucial, car elle escompte sur les (présumées) compétences de Monsieur Gachassin pour valoriser sa dot (des terrains situés en Égypte) et dont personne ne s'est occupé jusque-là. Par chance, leur concierge leur envoie, en dépannage, la bonne Adèle qui s'est présentée spontanément. Mais celle-ci semble dotée de facultés divinatoires quand elle annonce aux Veyron-Laffite que les Gachassin ne viendront pas, elle les voit en difficulté, les pieds dans l'eau...

### Acte II
Le même jour, dans l'après-midi.
Les prédictions d'Adèle se sont réalisées : les Gachassin ont dû annuler leur venue parce que leur appartement a été inondé. Intriguée, Edmée questionne Adèle sur l'emploi du temps des membres de sa famille (ce qui n'ira pas sans heurts) avec une idée derrière la tête : elle veut tester les facultés d'Adèle pour s'assurer que celle-ci serait bien en mesure de vérifier si Monsieur Gachassin est digne de confiance. L'occasion rêvée se présente : les Gachassin invitent la famille Veyron-Laffite chez Maxim's le soir même. Adèle est conviée à la soirée...

### Acte III
Tard dans la nuit.
De retour de la soirée, selon les avis des uns et des autres, la nuit a été soit géniale, soit un fiasco. Certains membres de la famille, comme Solange et Antoine, semblent jalouser Adèle, tandis que Gaston souffre d'une migraine et n'aspire qu'à aller se coucher, alors que pour Edmée, ce fut merveilleux, car Adèle a été très proche de Monsieur Gachassin qui l'a courtisée ; elle est très impatiente de connaître les prédictions d'Adèle... Mais c'est sans compter que celle-ci, plutôt éméchée et surexcitée, pense à tout autre chose : elle veut qu'Antoine lui fasse des excuses parce qu'il ne l'a pas invitée à danser. Il prétexte n'en avoir pas eu l'occasion puisqu'elle a passé la soirée entre les bras de Monsieur Gachassin... Finalement, après avoir vainement attendu le compte-rendu d'Adèle, Edmée, Gaston et Solange vont se coucher en laissant Adèle et Antoine se réconcilier dans le salon...

### Acte IV
Le lendemain matin.
Adèle est apparemment la première levée. Elle prend son petit-déjeuner, attablée au salon. Gaston la rejoint et la questionne : « Alors, Gachassin ? », elle lui répond : « Un menteur, et d'une ! Un salaud... et de deux ! Et de trois : un escroc. » Puis elle se dirige vers la cuisine et Gaston lui demande de ne pas dire un mot de leur conversation à Edmée. Celle-ci sort de sa chambre et n'a qu'une idée en tête : faire parler Adèle. Pour éviter le désappointement d'Edmée quand elle apprendra ce qu'il en est de Gachassin, Gaston lui ment en disant que la réponse d'Adèle était favorable. Il est alors pressé par Edmée de se rendre immédiatement chez les Gachassin pour signer les papiers. Il s'en va. Edmée décroche le téléphone pour remercier Mado Gachassin de la soirée. Mais celle-ci est affolée, car son appartement est perquisitionné par la police et Monsieur Gachassin est appréhendé. Edmée et Solange sont affolées à leur tour, craignant d'être compromises et que Gaston se soit jeté dans la gueule du loup. Elles accusent Adèle d'exploiter leur crédulité : celle-ci appelle alors Gaston qui n'est jamais allé chez les Gachassin, mais était caché dans la cuisine prenant tranquillement son petit-déjeuner. Soulagée, Edmée interroge Adèle pour savoir ce qu'il va advenir de Monsieur Gachassin. Mais Adèle ne voit plus rien, s'exclamant joyeusement qu'elle a perdu son don et qu'elle est à présent heureuse d'être comme tout le monde. C'est maintenant au tour de Solange de faire des révélations : « Antoine couche avec la bonne, ils sont restés seuls dans le salon et dans le noir cette nuit ». La perte de sa virginité, c'est ce qui explique la disparition des facultés d'Adèle. Refusant de se marier avec Antoine, débarrassée de son don qu'elle considérait comme une tare, Adèle part, comme elle le dit, « à la découverte de nouveaux paysages » sachant désormais qu'il est préférable de « donner à chacun sa part de rêve » en inventant l'avenir...

## Comédie-Wagram,1950

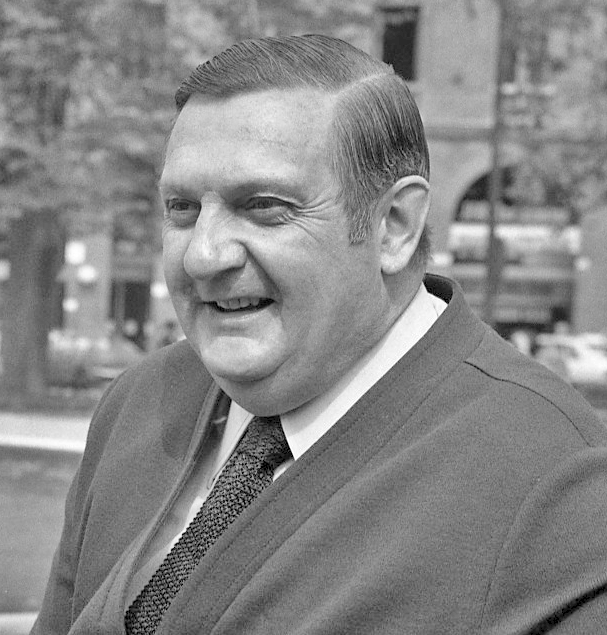
Jacques Charon, premier metteur en scène de la pièce (photographié à Toulouse en 1975).

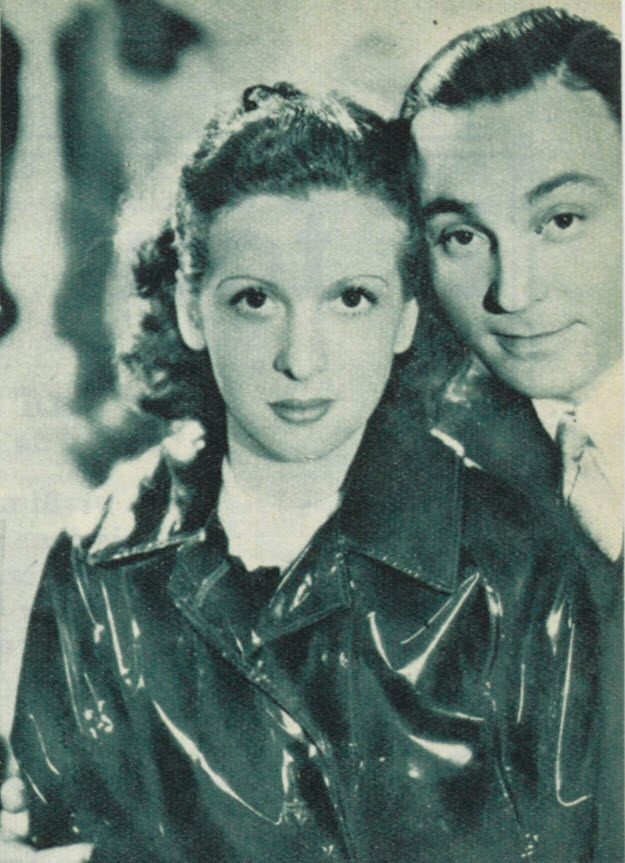
Gaby Sylvia, créatrice du rôle d'Adèle à la scène (en 1939 avec Andrex)

Création en novembre 1949 au Casino municipal de Nice
Première parisienne le 21 janvier 1950 à la Comédie-Wagram
- Mise en scène : Jacques Charon
- Costumes (robes) : Jacques Griffe
- Scénographie : Suzanne Raymond
- Distribution :
  - Suzanne Dantès : Edmée Veyron-Laffite
  - Serge Nadaud : Gaston Veyron-Laffite
  - Gaby Sylvia : Adèle (en 1951, le rôle a été repris par Annette Poivre, puis par Marthe Mercadier[Note 4],[3])
  - Colette Ripert : Solange Veyron-Laffite, la fille
  - Daniel Crouet : Antoine Veyron-Laffite, le fils.

## Théâtre de l'Ambigu,1963
- Mise en scène : Jacques Charon.
- Distribution :
  - Mathilde Casadesus : Edmée Veyron-Laffite
  - Maxime Fabert : Gaston Veyron-Laffite
  - Gaby Sylvia : Adèle
  - Nicole Gueden : Solange Veyron-Laffite, la fille
  - Claude Leblond : Antoine Veyron-Laffite, le fils.

## Au théâtre ce soir,1972

### Fiche technique[4]
- Réalisation : Pierre Sabbagh
- Mise en scène : Jean Le Poulain
- Décors : Roger Harth
- Costumes : Jacqueline Cormier

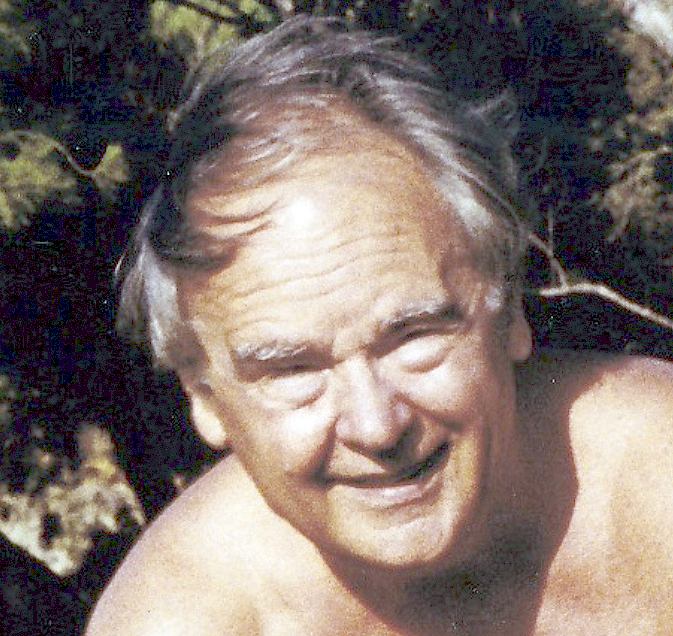
Jean Le Poulain, metteur en scène de la pièce en 1972 pour Au théâtre ce soir.

- Chef de production : Jean-Marie Castaing
- Directeur de la vision : Lucien Laplace
- Ingénieur du son : Michel Ruby
- Cadreurs : Jacques Baujard, Jaud, Michèle Lafaye, Jean-Pierre Mesrine
- Direction de la scène : Edward Sanderson
- Adjoint au directeur de la scène : Jean-Luc Geninasca
- Directeur de la photographie : Lucien Billard
- Script : Yvette Boussard
- Script assistant : Guy Mauplot
- Date et lieu d'enregistrement : 13 mai 1972 au théâtre Marigny.

### Distribution[5]

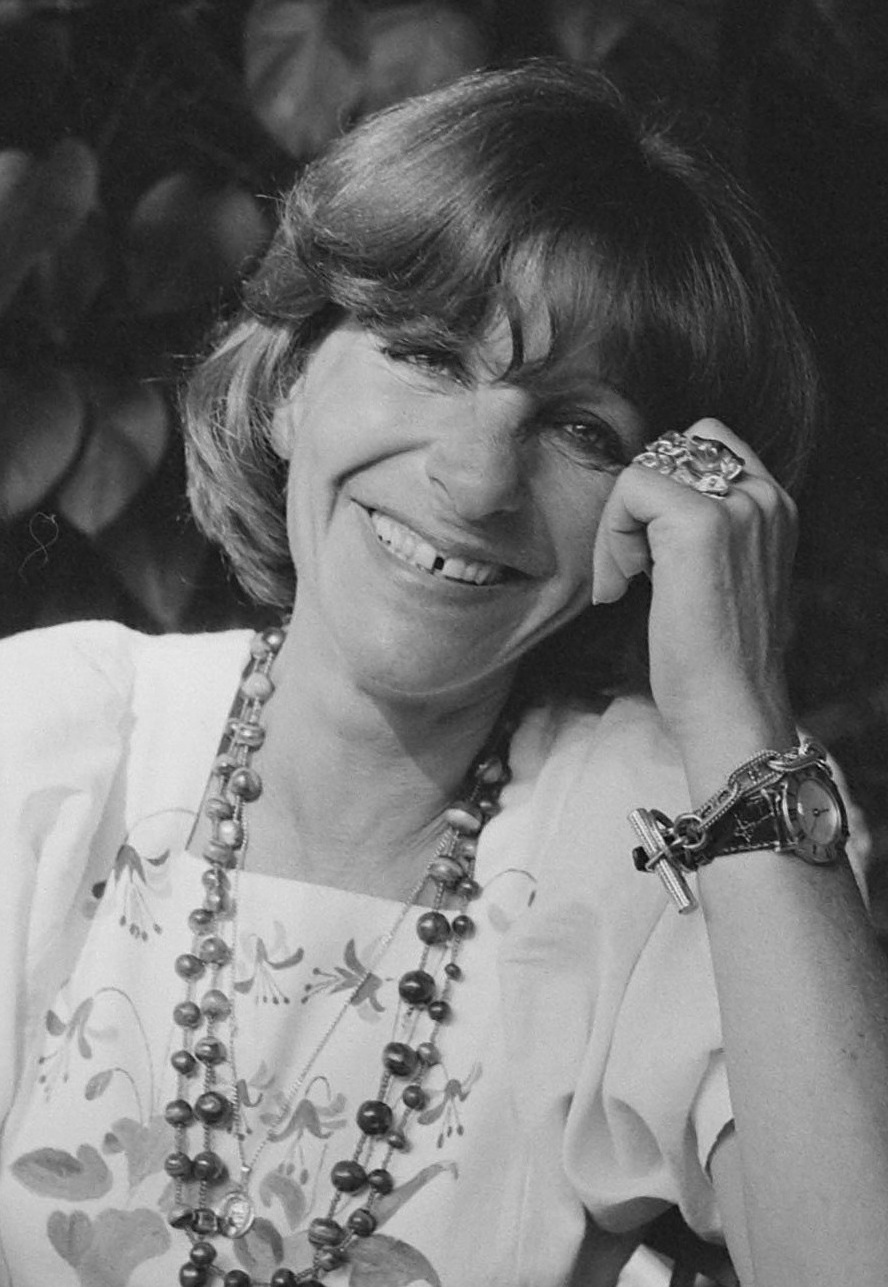
Maria Pacôme photographiée par Roger Pic en 1975.

- Maria Pacôme : Edmée Veyron-Laffite
- Jean Marsan : Gaston Veyron-Laffite
- Monique Tarbès : Adèle
- Axelle Abbadie : Solange Veyron-Laffite, la fille
- Hubert Godon : Antoine Veyron-Laffite, le fils.

## Accueil
Critique de la version Au théâtre ce soir, mise en scène de Jean Le Poulain, 1972.
SensCritique : « La pièce n'est pas un vaudeville, le comique se créant dans les situations et dans le décalage des personnages. Autrement dit, il fallait des comédiennes hors pair pour tenir le spectacle de bout en bout et c'est ce qu'accomplissent, dans des genres très différents, Maria Pacôme dans un rôle exubérant (limite cabotine, mais ce n'est pas grave) et Monique Tarbès, imprévisible et géniale. Du coup, les autres personnages sont complètement effacés par le talent de ces deux comédiennes. Pas grave, on rigole et l’on redemande. »

## Adaptation cinématographique
- Le Don d'Adèle d'Émile Couzinet en 1951.